# UAR (architectuur)
UAR is een initiatief van het Nederlands Architectuurinstituut (NAi) te Rotterdam en is een afkorting voor urban augmented reality. Het is een gratis 3D-architectuurapplicatie die gebruikmaakt van augmented reality. Dit betekent dat er een informatielaag aan de realiteit is toegevoegd. Deze laag bestaat uit 3D-modellen van gebouwde en niet-gebouwde ontwerpen met als doel het verrijken van de werkelijkheid met voorstellingen van wat niet met het blote oog zichtbaar is. Het motto: zien wat er niet is.

## Inhoud van de applicatie
UAR bevat 3D-modellen in de volgende drie categorieën: verleden, toekomst en alternatief. Dit zijn uitgevoerde ontwerpen die gesloopt of verwoest zijn (verleden), nieuwbouwprojecten die wachten op realisatie (toekomst) en ontwerpen die nooit gerealiseerd zullen worden (alternatief). Om deze ontwerpen te reconstrueren heeft het NAi geput uit haar collectie met tekeningen en maquettes, de grootste architectuurcollectie ter wereld, zie ook de NAi-blog. Hiernaast een voorbeeld van een tekening uit de NAi-collectie die is gebruikt om een 3D-model van te maken. Het is een tekening van roeivereniging 'de Hoop' in Amsterdam, door architect Michel de Klerk.
Behalve 3D-modellen bevat UAR informatie over gebouwen in de stad. Vanuit de augmented reality view, of de ingebouwde architectuur gids zijn 'points of interest' te vinden die op de juiste coördinaten op de kaart zijn geplaatst. Informatie over het gebouw en de architect verschijnt, aangevuld met foto's, afbeeldingen van het gebouw en soms schetsen en ontwerptekeningen.

## Downloadmogelijkheden
De gratis applicatie is te downloaden van de App store en Google Play. UAR wordt aangeboden als losse applicatie, maar kan ook vanuit de Layar-omgeving worden benaderd. UAR is een van de eerste Layar-applicaties die gebruikmaakt van 3D-modellen. Meer informatie over de applicatie is te vinden op de website van het NAi.

## Type telefoon
UAR kan slechts op telefoons worden gebruikt die de benodigde combinatie van functies aan boord hebben. Dit zijn de volgende: internettoegang, een camera en een GPS-ontvanger met een kompas. De Apple iPhone is geschikt vanaf type 3GS, de (eerdere) iPhone 3G heeft geen kompas en is daarom niet voldoende om UAR volledig te laten functioneren. Op diverse toestellen met het besturingssysteem Google Android is UAR te gebruiken, zoals de HTC Desire of de Motorola Milestone.

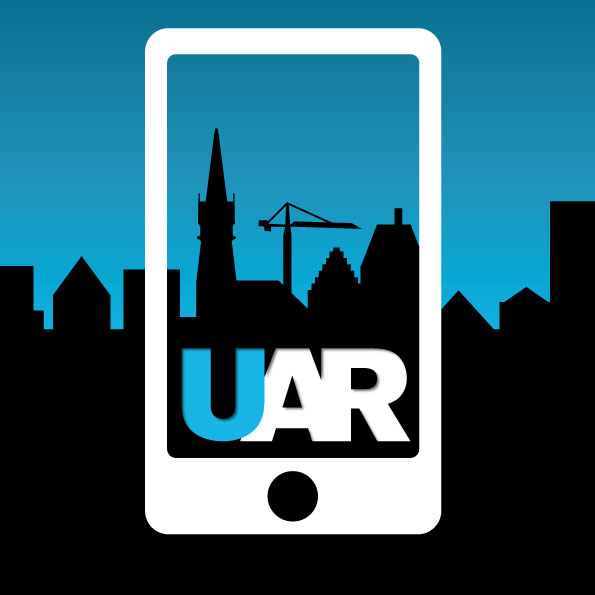
UAR-embleem

## Lancering Rotterdam: juni 2010
Het NAi introduceerde UAR op 30 juni 2010, met een ruime dekking van gebouwen in Rotterdam. Er waren ten tijde van de lancering 350 objecten in UAR te bekijken, waarvan enkele tientallen objecten in driedimensionale weergave. In een artikel op LAblog wordt de betekenis van de applicatie aan de hand van een alternatief ontwerp voor de Euromast uitgelegd.

## Lancering Amsterdam: november 2010
Op 11 november werd UAR in het architectuurcentrum ARCAM gelanceerd in Amsterdam. De samenwerking tussen het landelijke instituut en het lokale Amsterdamse centrum was van belang om genoeg inhoud te vergaren. Er zijn nu ruim 450 objecten in Amsterdam op te zoeken, enkele tientallen als 3D-model. Zo is bijvoorbeeld het gesloopte stadion 'de Meer' van voetbalclub Ajax in 3D op locatie te bekijken zijn. Het is zelfs mogelijk op de middenstip van het gesloopte stadion te staan. De applicatie kwam op de avond van de lancering aan bod in het televisieprogramma De Wereld Draait Door.

## Toekomst van UAR
Inmiddels is UAR uitgegroeid tot een uitgebreid mobiel platform waarin talloze steden in Nederland zijn vertegenwoordigd. Diverse partners als architectuurcentra, musea, gemeentearchieven en marktpartijen hebben hiertoe bijgedragen.
Zo zijn bijvoorbeeld de 60.000 Nederlandse Rijksmonumenten in tekst en beeld in UAR zichtbaar en is de culturele uitagenda van het landelijk Uitburo gekoppeld aan gebouwen die in de app zijn opgenomen.
Het NAi ambieert heel Nederland met behulp van augmented reality van een bijzondere architectuur gerelateerde laag te voorzien. Sinds begin 2011 kan iedereen aan deze ambitie bijdragen door de toevoeging van User Generated Content. Hierdoor kan iedere gebruiker zelf content toevoegen aan UAR.
Ook in de toekomst zal het NAi blijven innoveren om met behulp van de nieuwste technologische ontwikkelingen de beleving van architectuur in de samenleving te versterken.